# Distretto di Cojata
Il distretto di Cojata è un distretto del Perù, facente parte della provincia di Huancané, nella regione di Puno.